# قانون تجريم ازدراء الأديان في مصر
طبقاً لقانون تجريم ازدراء الأديان في مصر يعاقب: «كل من يستغل ويستخدم الدين في الدعوة والترويج عن طريق الكلام أو الكتابة أو بأي طريقة أخرى، الأفكار المتطرفة بهدف تحريض الفتنة والانقسام أو ازدراء أو ازدراء أي من الأديان السماوية أو الطوائف التابعة لها، أو المساس بالوحدة الوطنية أو السلام الاجتماعي».
في عام 1981، أثناء النزاع الديني في أحداث الفتنة الطائفية في الزاوية الحمراء، عدل قانون العقوبات المصري لحظر «إهانة الأديان». يفترض أن القانون سُن لحماية الأقليات الدينية. ومع ذلك، يعتقد الكثيرون أن القانون يتعرض الآن للإساءة.

## الدستور
وفقًا لدستور مصر، دين الدولة هو الإسلام. المصدر الرئيسي للتشريع هو الفقه الإسلامي. بموجب الدستور وقانون التعليم لعام 1981، «التعليم الديني» إلزامي في المدارس العامة والخاصة. يتطلب «التعليم الديني» أن يتم تعليم جميع الطلاب آيات من القرآن. في سن السادسة عشرة، يجب على كل مصري الحصول على بطاقة هوية. تنص البطاقة على أن دين الشخص مسلم أو مسيحي أو «الآخر». البطاقة ضرورية لمعظم الخدمات بما في ذلك الخدمات المصرفية والتعليمية والعلاج الطبي.

## نظام المحاكم
يوجد في مصر ثلاثة مستويات من المحاكم الجنائية العادية: الابتدائية، ومحكمة الاستئناف، ومحكمة النقض. إلى جانب المحكمة الجنائية العادية، يوجد في مصر محكمة أمن دولة العليا طوارئ للنظر في قضايا تتعلق بالأمن القومي، والمحاكم العسكرية لعقد جلسات استماع حول الإرهاب والأمن القومي وكذلك المسائل العسكرية.

## قانون عسكرى
منذ عام 1981، كان لدى مصر قانون للطوارئ، وهو قابل للتجديد كل عامين. في مايو 2010، مددت الحكومة المصرية قانون الطوارئ إلى مايو 2012. يمنح قانون الطوارئ السلطات سلطة تقييد العديد من حقوق الإنسان، بما في ذلك حرية الدين أو المعتقد وكذلك حرية التعبير والتجمع وتكوين الجمعيات. بموجب قانون الطوارئ، تقوم قوات الأمن باعتقال واحتجاز الأشخاص بشكل تعسفي، وإساءة معاملتهم، وتعذيبهم. في عام 1993، قضت المحكمة الدستورية العليا أنه يجوز للرئيس التحجج بقانون الطوارئ لإحالة أي جريمة إلى محكمة الطوارئ أو المحكمة العسكرية. نتيجة قرار المحكمة هو أن الجرائم المتعلقة بالمسائل الدينية لا توجد في كثير من الأحيان في المحاكم الجنائية العادية بل في المحاكم الأخرى. تؤكد جماعات حقوق الإنسان المصرية والدولية أن الغرض الأساسي لمحكمة أمن الدولة للطوارئ والمحاكم العسكرية هو معاقبة النشاط السياسي والمعارضة، واضطهاد الأفراد الذين لديهم معتقدات أو ممارسات غير تقليدية. في محاكم الطوارئ أو المحاكم العسكرية، لا يحق للمتهم الاستئناف ولكن الحكم يخضع لتأكيد من الرئيس. يجوز للرئيس استبدال قراره بقرار من محكمة طوارئ أو محكمة عسكرية.

## قانون التجديف
تنص المادة 98 (و) من قانون العقوبات، بصيغته المعدلة بموجب القانون 147/2006، على عقوبة التجديف والجرائم المماثلة:
يكون الحبس لمدة لا تقل عن ستة أشهر ولا تزيد عن خمس سنوات، أو بغرامة لا تقل عن خمسمائة جنيه ولا تزيد عن ألف جنيه، العقوبة التي تُفرض على كل من يستغل الدين في نشره، سواء بالكلمات، كتابةً، أو بأي وسيلة أخرى، أفكارًا متطرفة بغرض التحريض على الفتنة أو السخرية من أو إهانة دين سماوي أو طائفة تتبعه أو الإضرار بالوحدة الوطنية.
الديانات «السماوية» هي اليهودية والمسيحية والإسلام. في بعض الأحيان، بدلاً من، أو بالإضافة إلى التجديف، تحمل المحاكم متهماً بتهمة «التحريض على كره المسلمين» و «التشهير برئيس الجمهورية» و «إهانة الإسلام». بموجب المادتين 89 و 110 من المرسوم بقانون 78، يحق لجميع المصريين رفع دعاوى قضائية ضد من تجاوزوا حق الله تعالى. في عام 1996 أو 1998، تطلب تعديل القانون ما يطلق عليه «قضايا هيسبا» من قبل المدعي العام. إن أكثر من يتهمون بـ «إهانة الإسلام» هم العلماء والناشرون والمدونون ونشطاء حقوق الإنسان والمعلقون السياسيون والروائيون والإصلاحيون التربويون والأساتذة وعلماء اللاهوت والفنانون والمخرجون والسياسيون والليبراليون المسلمون والمعارضون وأعضاء الجماعات الدينية المحظورة والمتحولون للمسيحية، وأعضاء الديانات التي نشأت بعد الإسلام.
من عام 1985، كان مجمع البحوث الإسلامية بجامعة الأزهر مستشارًا نشطًا للحكومة في الشؤون الدينية. يحظر نشر كتاب ديني دون موافقة المركز. وقد اتهم IRC العديد من الكتاب بالتجديف. لقد نجح IRC في حظر أو رقابة العديد من الكتابات وأشكال التعبير الأخرى. في 1   في يونيو 2004، أعطى وزير العدل فاروق سيف النصر رجال الدين من جامعة الأزهر سلطة مصادرة الكتب والأشرطة الصوتية والفيديو التي يعتقدون أنها تنتهك المبادئ الإسلامية.
تلاحظ هيومن رايتس ووتش أن الخوف من اتهامها بالتجديف أو إهانة الإسلام قد أجبر الكتاب في مصر على فرض الرقابة على أنفسهم وأجبر الأكاديميين على الاستغناء عن الحرية الفكرية. تجد أدناه حالة نصر أبو زيد. في مايو 1998، تعلم ديدييه مونسود، وهو مدرس من فرنسا بالجامعة الأمريكية بالقاهرة، من خلال الصحافة أن استخدامه للسيرة الذاتية لـ مكسيم رودنسون، قام محمد بإهانة أولياء أمور بعض طلابه. أمر الرئيس مبارك بحظر السيرة الذاتية. لم تجدد الجامعة عقد مونشود. في عام 2008، اقترحت الحكومة سن قوانين تحظر على الصحفيين قول أو فعل أي شيء يزعج «السلام الاجتماعي» أو «الوحدة الوطنية» أو «النظام العام» أو «القيم العامة».

## حالات مختارة

### 2023
في فبراير 2023، حكمت محكمة جنح دار السلام في القاهرة بتغريم الداعية الأزهري مبروك عطية مبلغ ألف جنيه لاستهزائه بلقب (السيد المسيح)، حيث قال: "كل كلمة في موعظة الجبل لسيدنا عيسى بلا السيد المسيح بلا السيد المريخ". وهذا بالرغم من أن القرآن الكريم وصف النبي عيسى عليه السلام بالمسيح في الآية 45 من سورة آل عمران "إِذْ قَالَتِ الْمَلائِكَةُ يَا مَرْيَمُ إِنَّ اللَّهَ يُبَشِّرُكِ بِكَلِمَةٍ مِّنْهُ اسْمُهُ الْمَسِيحُ عِيسَى ابْنُ مَرْيَمَ وَجِيهًا فِي الدُّنْيَا وَالآخِرَةِ وَمِنَ الْمُقَرَّبِينَ" مرجع

### 2015
في أبريل 2015، استخدم إسلام البحيري، عالم مسلم ومضيف برنامج " مع إسلام على قناة القاهرة والناس" ، برنامجه للدعوة إلى إصلاح الإسلام، وهي رسالة أدانتها جامعة الأزهر باعتبارها إهانة للإسلام. أوقفت القاهرة برنامجها إلى أجل غير مسمى. تم اعتقاله ووجهت إليه تهمة إهانة الإسلام وأدين وحكم عليه بالسجن خمس سنوات. استأنف البحيرى الحكم لكن المحكمة رفضت الاستئناف في أكتوبر. ومع ذلك، في ديسمبر / كانون الأول، خفضت المحكمة مدة العقوبة إلى عام واحد في السجن. تم العفو عنه لاحقًا من قبل رئيس مصر، عبد الفتاح السيسي.

### 2014
في 16 يونيو 2014، سُجنت دميانة عماد، وهي معلمة تبلغ من العمر 23 عامًا في الأقصر، لمدة 6 أشهر. واتهمت بأنها ادعت أن البابا شنودة كان أفضل من محمد، وهو ادعاء نفاه مدير المدرسة بشدة.
يوم 21 أكتوبر عام 2014، قام الملحد الناشط أحمد حرقان ظهرت في نقاش حول شعبية في حواري المصري تحت الكوبري («تحت الجسر»). وشرح لماذا أصبح ملحداً وقال إن الإسلام «دين قاسٍ»، وهو ما تنفذه الدولة الإسلامية (داعش) وبوكو حرام. وقال الحرقان إنهم يفعلون «ما فعله النبي محمد وصحبه». بعد أربعة أيام، مساء يوم 25 أكتوبر، تعرض هو وزوجته الحامل ندى مندور (سالي) حارقان (الملحد أيضًا) لهجوم من قبل مجموعة من الغوغاء، وهربوا من الاغتيال من خلال الفرار إلى مركز شرطة قريب. بدلاً من اتخاذ إجراء لمساعدة حارقان وزوجته، قام ضباط الشرطة بالاعتداء عليهم أكثر وسجنوا، واتُهموا بالتجديف و «التشهير بالدين» بموجب المادة 98 من قانون العقوبات المصري لسؤالهم «ما الذي فعله تنظيم الدولة الإسلامية (داعش)؟ تفعل؟» في برنامج حواري. أثار ظهور حربان أسابيع من الاحتجاجات من قبل المذيعين الدينيين الإسلاميين وأثار عروض متابعة تمت مشاهدتها كثيرًا. تعرض محامي هاركان للإهانة وطُرد من مركز الشرطة. في النهاية تم إطلاق سراح أحمد وسالي هاركان وصديقهما كريم جيمي، وتم إسقاط التهم الموجهة إليهما.

### 2012
في نوفمبر / تشرين الثاني 2012، حُكم على سبعة مسيحيين مصريين بالإعدام غيابياً لدورهم في فيلم «براءة المسلمين» المناهض لمحمد. ومع ذلك، فإن التجديف ليس جريمة إعدام في مصر لأن أعلى عقوبة ممكنة بموجب قانون التجديف هي السجن خمس سنوات.
في عام 2012، اعتقلت السلطات طفلين مسيحيين قبطيين (تتراوح أعمارهما بين 9 و 10 سنوات) بزعم تمزيق صفحات من القرآن.

### 2010
في مارس 2010، اعتقلت السلطات تسعة من الأحمدية بتهمة إهانة الإسلام.

### 2009
في أبريل 2009، ألغت محكمة مصرية رخصة نشر مجلة شهرية (إبداع) لأنها، في عام 2007، نشرت قصيدة «تجديف»: «على شرفة ليلى مراد» من قبل حلمي (أو حلمي أو حلمي) سالم. وقالت المحكمة إن القصيدة تضمنت «تعبيرات أهانت الله». قبل إغلاق ابداع ، أجبرت المحكمة سالم على إعادة جائزة الدولة للإنجاز في الفنون. حصل سالم على الجائزة لكامل أعماله. ورأت المحكمة أن «الخطيئة التي ارتكبها... ضد الله وضد المجتمع، متحدية تقاليده ومعتقداته الدينية يجب أن تفشل في مجموع أعماله، مما يجعله غير مؤهل للحصول على أي شرف أو جائزة من الدولة».

### 2008
في أكتوبر / تشرين الأول 2008، اعتقلت السلطات مدونًا يدعى رضا عبد الرحمن، ينتمي إلى جماعة دينية: جماعة «القرآنيين». دعا عبد الرحمن إلى الإصلاح السياسي والديني في مصر. اتهمت السلطات الرحمن بـ «إهانة الإسلام». قضى الرحمن ما يقرب من ثلاثة أشهر في الاحتجاز. واشتكى من تعرضه للإيذاء البدني. تم إطلاق سراحه في يناير 2009.

### 2007
في عام 2007، ألقت الشرطة المصرية القبض على عادل فوزي فلتس وبيتر عزت، اللذين يعملان في جمعية الشرق الأوسط المسيحية التي تتخذ من كندا مقراً لها، على أساس أنهما سعيا للدفاع عن حقوق الإنسان، فقد «أهانوا الإسلام».

### 2005
في 6 أبريل 2005، اعتقلت السلطات المصرية بهاء الدين أحمد حسين محمد العقاد. ولمحت السلطات إلى أن العقاد قد ارتكب التجديف لكنه لم يحدد جريمته. أصبح العقاد، مهندسًا في مجال المهنة، شيخًا (زعيمًا دينيًا إسلاميًا) خلال أكثر من عشرين عامًا كعضو في جماعة إسلامية أصولية: الطبغة والدعوة. كانت الجماعة نشطة في التبشير لغير المسلمين ولكنها تعارض بشدة العنف. كتب العقاد كتابين، الإسلام: الدين ، والإسلام والإرهاب . يجادل العمل الثاني، الذي أنجز في عام 2005، عن الحب والسلام والتفاهم في سياق إسلامي.
في أكتوبر 2005، احتجزت السلطات عبد الكريم نبيل سليمان (كريم عامر) لمدة اثني عشر يومًا بسبب كتاباته عن الإسلام وعن أعمال الشغب الطائفية في الإسكندرية. طردت جامعة الأزهر عامر في مارس 2006 بعد أن وجد مجلس تأديبها أنه مذنب بالتجديف ضد الإسلام. اشتهر عامر بآرائه العلمانية، ونشر عامر مقالاته على مدونته على الإنترنت عن الإسلام وعن الجامعة. استدعي النائب العام في الإسكندرية عامر في 7   نوفمبر 2006. في 18   في يناير / كانون الثاني 2007، حاكم عامر بتهمة «التحريض على كره المسلمين» و «التشهير برئيس الجمهورية» و «إهانة الإسلام». في 22 فبراير 2007، حكمت المحكمة على عامر بالسجن أربع سنوات. منذ ذلك الوقت، كان عامر في سجن برج العرب وتعرض لسوء المعاملة.
في عام 2005، اعتقلت السلطات بهاء العقاد، الذي اعتنق المسيحية مؤخراً. سجنت السلطات العقاد، واستجوبته مرارًا وتكرارًا بشأن «اهاناته» للإسلام. قيل لمحاميه إن العقاد احتُجز للاشتباه في «إهانة دين سماوي». تم تجديد اعتقال العقاد كل خمسة وأربعين يومًا - بعد عامين - تم إطلاق سراحه دون أي تفسير.

### 2001
في عام 2001، حكمت محكمة الطوارئ على صلاح الدين محسن، وهو كاتب متهم بالتجديف، بالسجن لمدة ثلاث سنوات مع الأشغال الشاقة بسبب كتابات تعتبر مسيئة للإسلام. كما أمرت المحكمة بمصادرة جميع كتب ومنشورات محسن لاحتواء أفكار «متطرفة». كتب محسن تعزز الفكر العلماني.
في عام 2001، حُكم على داعية منال مانع بالسجن لمدة ثلاث سنوات بتهمة الإلحاد والكفر.

### 2000
في يومي 8 و 9 أيار / مايو 2000، قام طلاب بجامعة الأزهر بالقاهرة بأعمال شغب لمدة يومين بسبب نشرها في مصر Feast for Seaweed ، وهي رواية تبلغ من العمر عشرين عامًا لمؤلفة حيدر حيدر (وأيضًا حيدر حيدر أو حيدر حيدر)، سوري . أخبر المسؤولون في الجامعة الطلاب أن الرواية تجديف. في 9 مايو 2000، خلصت لجنة المجلس الأعلى للثقافة، وهي لجنة عينتها الدولة، إلى أن الرواية لم تكن تجديفية. أعاد المسؤولون في الجامعة النظر في الرواية لكنهم أصروا على أنها تجديف. في 1 يوليو 2000، أعلن محمد حسنين هيكل، وهو صحفي بارز ومستشار سابق للرئيس ناصر، أن الغضب كان مهزلة. تراجعت الاضطرابات.

### 1993
في عام 1993، أصدرت الجماعة الإسلامية فتوى ضد الكاتب المسرحي كريم الراوي، مستشهدة كسبب للدفاع عن فرج فودة وذكر أن «الدفاع عن المرتد دليل على الردة». تم سحب الفتوى بعد تدخل المنظمة المصرية لحقوق الإنسان. بعد ستة أشهر، تم اعتقال الراوي واستجوابه من قبل أمن الدولة المصري. تم احتجازه بدون اتهامات. عند إطلاق سراحه، قيل له إن مراقب الدولة اعتبر مسرحية «مدينة السلام» ، عن الشاعر الصوفي الحلاج، تجديفًا، وأن جميع مسرحياته في المسرح حُرمت من ترخيص أداء.

### 1992
في عام 1992، قدم نصر أبو زيد منشورات أكاديمية إلى لجنة في جامعة القاهرة لأنه أراد ترقيته إلى منصب أستاذ . انتقد أحد أعضاء اللجنة عقيدة أبو زيد للدين الإسلامي . وقال العضو إن كتابات أبو زيد تحتوي على آثار وانتقادات واضحة سلبية على العقيدة الإسلامية. في 18 مارس 1993، حرمت جامعة القاهرة أبو زيد من الاستاذ الكامل. وسميت الشتائم بأبي زيد المرتد وهددته. تقدم المحامي بطلب لطلاق أبو زيد من زوجته على أساس أن المرأة المسلمة لا يمكن أن تتزوج من مرتد. دعت جماعة الجهاد الإسلامي المصرية إلى قتل أبو زيد. كان على الشرطة حماية أبو زيد إذا أراد الذهاب إلى أي مكان. في 23 يوليو 1995، غادر أبو زيد وزوجته مصر. استقروا في هولندا.
في عام 1992، نشر علاء حامد رواية «الفراش». تتميز الرواية بمشهد ينكر فيه عشاق البساط. شكا الأزهر من التجديف. النيابة العامة المقاضاة. حكمت محكمة الطوارئ على حامد بالسجن لمدة عام. فقد منصبه كمفتش في مصلحة الضرائب. في عام 1997، حاكمت مصر حامد مرة أخرى بسبب «رحلة في العقل البشري»، وهو انعكاس فلسفي للإيمان والإلحاد. حصل على عقوبة من سنة واحدة. بسبب سوء حالته الصحية، طلب حامد من محكمة استئناف القاهرة تعليق حكمه. أفرجت عنه المحكمة. في 5 يونيو 2001، قام المدعي العام بمحاكمة حامد بسبب كتابه «حزن الضفادع» .

### 1991
في ديسمبر 1991، أدانت محكمة الطوارئ علاء حامد لانتهاكها قانون مكافحة التجديف في مصر من خلال نشر كتاب «مسافة في عقل رجل» . في عام 1990، اشتكت جامعة الأزهر من أن الرواية لديها أفكار ملحدة وثنية. أكد المدعي العام أن رواية حامد كانت «تهديدًا خطيرًا للمعتقدات الأساسية للمجتمع المصري، وعلى الأخص أولئك الذين يرتبطون بشخص الله الأكثر تعالى والأديان السماوية... التي تمثل ... تحريضًا على الإلحاد والردة». حكمت المحكمة على حامد بالسجن ثماني سنوات. أدانت المحكمة ناشر حامد، محمد مدبولي، وطابعة حامد، فتحي فضل، بتهمة التحريض على جريمة حامد، لكن الرئيس أو رئيس الوزراء وضعوا جانباً جميع الأحكام. كان حامد في السجن لعدة أشهر بينما كان ينتظر المحاكمة. تم احتجاز مدبولي لمدة أربعة أيام قبل مثوله أمام المحكمة. على مدار حياته، مثل مدبولي أمام المحكمة في 24 مسألة تتعلق بنشره للكتب الاستفزازية.

### 1990
في عام 1990، نجحت جامعة الأزهر في حظر كتاب فرج فودة ليكون أو لا يكون . كان فودة ناقدًا صريحًا لقمع السلطات الإسلامية في مصر. نظمت تلك السلطات حملة شريرة من الأكاذيب لتشويه سمعة فودة وتدميرها، لكن فودة استمر في انتقاده. في 3 يونيو 1992، أصدرت مجموعة من «العلماء» في الأزهر بيانًا اتهمت فوده بالتجديف. بعد خمسة أيام، قام قاتلان من الجماعة الإسلامية بإطلاق النار على فودة وإصابة ابنه والعديد من المارة. وكان شيخ الأزهر شيخ محمد الغزالي قد أعلن في السابق فودة مرتداً، وقال إن الشريعة الإسلامية تبرر مقتله. قبلت الجماعة الإسلامية مسؤولية القتل. أعلنت المجموعة أن «الأزهر أصدر الحكم ونفذنا الإعدام».

### 1959
في عام 1959، نجح المسؤولون في جامعة الأزهر في حظر رواية «أبناء جبيلاوي» من رواية نجيب محفوظ، وهو كاتب مصري . وقال المسؤولون إن الرواية تجديف. في عام 1994، هاجم متطرفون إسلاميون محفوظ الحائز على جائزة نوبل (82 عامًا) خارج منزله في القاهرة. طعن المهاجمون محفوظ في الرقبة. نجا ولكن مع أضرار دائمة في الأعصاب في ذراعه اليمنى. لم يتم نشر رواية محفوظ مرة أخرى في مصر حتى عام 2006، وهو عام وفاة محفوظ .